# Peter Reusse
Peter Reusse (* 15. Februar 1941 in Teltow; † 11. Juni 2022) war ein deutscher Schauspieler und Schriftsteller. Seine Schauspielkarriere in Theater, Film und Fernsehen erstreckte sich von Anfang der 1960er-Jahre bis Mitte der 1990er-Jahre und umfasste über 70 Film- und Fernsehproduktionen. Als Synchronsprecher lieh er unter anderem Pavel Trávníček in den Märchenfilmen Drei Haselnüsse für Aschenbrödel (1973) und Schneeweißchen und Rosenrot (1979) seine Stimme. Er galt als „James Dean des Ostens“.

## Leben

### Ausbildung und Theater
Reusse nahm nach dem Abitur in Kleinmachnow 1959 ein Studium an der Filmhochschule Babelsberg auf, das er 1963 erfolgreich abschloss. Im Anschluss daran arbeitete er bis 1970 als freier Schauspieler. 1970 erhielt er eine Festanstellung am Deutschen Theater in Ost-Berlin.

### Film, Fernsehen und Synchron
Reusse wurde sowohl auf der Bühne als auch beim Film häufig in jugendlichen Rollen besetzt. In dem Jugendfilm Die aus der 12b und dem Antikriegsfilm Die Abenteuer des Werner Holt gab er Schüler, in dem kurzfristig verbotenen Fernsehfilm Monolog für einen Taxifahrer einen werdenden Vater. Auch in seiner ersten wichtigen Hauptrolle als Filmschauspieler, der des Peter Naumann in dem Filmdrama Denk bloß nicht, ich heule, spielte er einen Schüler. Dieser Film wurde aufgrund seiner kritischen Haltung verboten und kam erst 1990 zur Aufführung. Erst zwölf Jahre später, 1977, bekam er seine zweite Filmhauptrolle in Ein irrer Duft von frischem Heu. Die Komödie wurde zu einem der erfolgreichsten Filme des DDR-Kinojahres 1977.
Im Fernsehen war er unter anderem in Polizeiruf 110, Fiete Stein und Heimkehr in ein fremdes Land zu sehen. Ab den 1980er-Jahren war er fast nur noch in Fernsehproduktionen zu sehen. Zu seinen wichtigsten Arbeiten zählte dabei die Mini-Familien-Serie Kiezgeschichten (1987). In Fernsehfilmen verkörperte er häufig und sehr authentisch zwielichtige Charaktere.
Reusse betätigte sich auch als Synchronsprecher, wo er unter anderem Pavel Trávníček in den Märchenfilmen Drei Haselnüsse für Aschenbrödel (1973) und Schneeweißchen und Rosenrot (1979) seine Stimme jeweils in der Rolle des Prinzen lieh. Daneben arbeitete er auch als Hörspielsprecher. Ab 1968 wirkte er kontinuierlich in zahlreichen Hörspielproduktionen für den Rundfunk der DDR mit. 
Im Jahr 1987 wurde Reusse der Goethe-Preis der Stadt Berlin verliehen.
In der Wendezeit der DDR engagierte er sich politisch. Dabei unterstützte er das Bürgerkomitee zur Aufklärung von Stasi-Verbrechen. Nach der Wiedervereinigung Deutschlands gehörten unter anderem Iris Berben, Nadja Tiller und Charles Aznavour zu seinen Schauspielpartnern.

### Rückzug aus dem Schauspiel
Im Jahr 1993 beendete Reusse die Schauspielerei aus gesundheitlichen Gründen und widmete sich stattdessen der Malerei, Bildhauerei und Literatur. 1996 wurde er für seine Erzählung Gaskopp außer Konkurrenz mit einem Sonderpreis des undotierten Schreibwettbewerbs Zeitzeugenpreis Berlin-Brandenburg ausgezeichnet.

### Privates
Peter Reusse lebte mit seiner Ehefrau, der Schauspielerin Sigrid Göhler, von 2007 bis zu seinem Tod in Kolberg in der Gemeinde Heidesee in Brandenburg. Aus der Ehe mit Göhler gingen die Tochter Bettina Reusse und der Sohn Sebastian Reusse hervor. Dieser sowie Enkelin Linn Reusse, Tochter der Tochter, sind ebenfalls Schauspieler.
Reusse starb am 11. Juni 2022 nach kurzer, schwerer Krankheit im Alter von 81 Jahren.

## Theater
- 1968: Hermann Kant: Die Aula – Regie: Uta Birnbaum (Deutsches Theater Berlin)
- 1969: Hans Lucke: Mäßigung ist aller Laster Anfang – Regie: Uta Birnbaum/Friedo Solter (Deutsches Theater Berlin – Kammerspiele)
- 1969: Werner Heiduczek: Die Marulas (Berry) – Regie: Dieter Mann (Deutsches Theater Berlin)
- 1971: Arnold Wesker: Goldene Städte (Paul) – Regie: Hans-Georg Simmgen  (Deutsches Theater Berlin)
- 1971: William Shakespeare: Maß für Maß (Claudio) – Regie: Adolf Dresen (Deutsches Theater Berlin – Kammerspiele)
- 1971: Rolf Schneider: Einzug ins Schloß (Günther) – Regie: Hans-Georg Simmgen (Deutsches Theater Berlin)
- 1973: Volker Braun: Die Kipper – Regie: Klaus Erforth/Alexander Stillmark (Deutsches Theater Berlin)
- 1974: Maxim Gorki: Die falsche Münze (Glinkin) – Regie: Ulrich Engelmann (Deutsches Theater Berlin – Kammerspiele)
- 1976: Georg Hirschfeld: Pauline (Herr Sperling) – Regie: Alexander Lang (Deutsches Theater Berlin – Kammerspiele)
- 1980: Peter Hacks: Senecas Tod (Annaeus) – Regie: Cox Habbema (Deutsches Theater Berlin)
- 1981: Walerie Agranowski: Kümmert euch um Malachow (Journalist) – Regie: Horst Weinheimer (Deutsches Theater im Jugendtreff des Palastes der Republik)
- 1985: William Shakespeare: Der Kaufmann von Venedig (Solanio) – Regie: Thomas Langhoff (Deutsches Theater Berlin)

## Filmografie
- 1961: Das Rabauken-Kabarett
- 1962: Das grüne Ungeheuer
- 1962: Die aus der 12b
- 1962: Beschreibung eines Sommers
- 1962/1990: Monolog für einen Taxifahrer
- 1963: Julia lebt
- 1965: Engel im Fegefeuer
- 1965: Die Abenteuer des Werner Holt
- 1965: Denk bloß nicht, ich heule
- 1967: Hochzeitsnacht im Regen
- 1967: Geschichten jener Nacht (Folge 1)
- 1967: Frau Venus und ihr Teufel
- 1968: Blaulicht (Fernsehserie, Folge Leichenfund im Jagen 14)
- 1968: Die Toten bleiben jung
- 1969: Mohr und die Raben von London
- 1972: Trotz alledem!
- 1972: Lützower
- 1972: Der Regimentskommandeur
- 1972: Polizeiruf 110: Das Ende einer Mondscheinfahrt (Fernsehreihe)
- 1973: Der Staatsanwalt hat das Wort: Nachteinkäufe (Fernsehreihe)
- 1973: Polizeiruf 110: Eine Madonna zuviel
- 1975: Kriminalfälle ohne Beispiel: Mord im Märkischen Viertel (Fernsehreihe)
- 1976: Heimkehr in ein fremdes Land
- 1976: Leben und Tod Richard III. (Theateraufzeichnung)
- 1977: Ein irrer Duft von frischem Heu
- 1977: Polizeiruf 110: Ein unbequemer Zeuge
- 1978: Eine Handvoll Hoffnung
- 1979: Polizeiruf 110: Barry schwieg
- 1979: Plantagenstraße 19
- 1980–1990: Schauspielereien (Fernsehreihe, 3 Folgen, verschiedene Rollen)
- 1980/1990: Der Staatsanwalt hat das Wort: Risiko
- 1980: Johann Sebastian Bachs vergebliche Reise in den Ruhm
- 1980: Polizeiruf 110: In einer Sekunde
- 1980: Ungewöhnliche Entscheidung
- 1980: Polizeiruf 110: Der Hinterhalt
- 1980: Grenadier Wordelmann
- 1981: Peters Jugend (Junost Petra)
- 1981: Feuerdrachen
- 1982: Schwanengesang (Studioaufzeichnung)
- 1983: Es geht einer vor die Hunde
- 1984: Polizeiruf 110: Draußen am See
- 1985: Polizeiruf 110: Treibnetz
- 1985: Die Rundköpfe und die Spitzköpfe (Theateraufzeichnung)
- 1985: Zwei Nikoläuse unterwegs
- 1986: Polizeiruf 110: Mit List und Tücke
- 1987: Kiezgeschichten (Fernsehserie, 7 Folgen)
- 1987: Polizeiruf 110: Zwei Schwestern
- 1989: Der Schlüssel zum Glück
- 1990: Mäuselaufrad
- 1990: Polizeiruf 110: Ball der einsamen Herzen
- 1990: Tatort und Polizeiruf 110: Unter Brüdern
- 1991: Unser Haus
- 1991: Polizeiruf 110: Todesfall im Park
- 1991: Vaněk-Trilogie
- 1991: Zwischen Pankow und Zehlendorf
- 1993: Böses Blut (Fernsehserie, 3 Folgen)
- 1993: Christinas Seitensprung

## Synchronisation (Auswahl)
- 1973: Aus dem Leben eines Taugenichts für Dean Reed (als Taugenichts)
- 1973: Drei Haselnüsse für Aschenbrödel für Pavel Trávníček (als Prinz)
- 1974: Kit & Co für Dean Reed (als Kit Bellew)
- 1974: Bei mir liegst du richtig für Michael Sarrazin (als Pete Robbins)
- 1979: Schneeweißchen und Rosenrot für Pavel Trávníček (als Prinz Michael)

## Hörspiele
- 1968: Erich Schlossarek: Risiko – Regie: Fritz Göhler (Rundfunk der DDR)
- 1968: Ion Druze: Wenn der Hahn kräht (Anton) – Regie: Helmut Molegg (Hörspiel – Rundfunk der DDR)
- 1969: Franz Freitag: Der Egoist (Jonas Kuschow) – Regie: Gert Andreae (Hörspiel – Rundfunk der DDR)
- 1971: Heinrich Mann: Die Jugend des Königs Henri Quatre – Regie: Fritz Göhler  (Hörspiel – Rundfunk der DDR)
- 1971: Heinrich Mann: Die Vollendung des Königs Henri Quatre – Regie: Fritz Göhler (Hörspiel – Rundfunk der DDR)
- 1972: Rolf Schneider: Einzug ins Schloß (Günther) – Regie: Theodor Popp (Hörspiel – Rundfunk der DDR)
- 1972: Jerzy Gieraltowsky: Minen und Eier (Domanski) – Regie: Zbigniew Kopalko (Hörspiel – Rundfunk der DDR)
- 1972: William Shakespeare: Othello – Regie: Gert Andreae (Hörspiel – Rundfunk der DDR)
- 1973: Johann Wolfgang von Goethe: Geschichte des Götz von Berlichingen mit der eisernen Hand (Franz) – Regie: Werner Grunow (Hörspiel – Rundfunk der DDR)
- 1973: Hans-Ulrich Lüdemann: Überlebe das Grab (Der Frager) – Regie: Werner Grunow (Hörspiel – Rundfunk der DDR)
- 1973: Bertolt Brecht: Leben des Galilei (Andrea Sarti) – Regie: Fritz Göhler (Hörspiel – Rundfunk der DDR)
- 1974: James Ngugi: Der schwarze Eremit – Regie: Albrecht Surkau (Hörspiel – Rundfunk der DDR)
- 1974: Hans Siebe: Die roten Schuhe (Leiser) – Regie: Barbara Plensat (Kriminalhörspiel – Rundfunk der DDR)
- 1974: Volksbuch: Die Schildbürger (Ahmad, Diener des Großen Imam) – Regie: Andreas Scheinert (Kinderhörspiel – Litera)
- 1975: Lothar Kleine: Michael Gaismair oder Neun Sätze aus der Heiligen Schrift – Regie: Werner Grunow (Hörspiel – Rundfunk der DDR)
- 1975: Brüder Grimm: Der gestiefelte Kater (Hans, „Graf vom Mühlenberg“)  – Regie: Dieter Scharfenberg (Kinderhörspiel – Litera)
- 1976: Alexei Tolstoi: Burattino (Artemon) – Regie: Dieter Scharfenberg (Kinderhörspiel – Litera)
- 1979: Alberto Molina: Beerdigung unter Bewachung (Luis Alberto) – Regie: Fritz Göhler (Hörspiel – Rundfunk der DDR)
- 1979: Imma Lüning: Die nächtliche Reise (Kornelius Kullerkugel) – Regie: Christa Kowalski (Kinderhörspiel/Kurzhörspiel aus der Reihe: Geschichten aus dem Hut – Rundfunk der DDR)
- 1979: Brüder Grimm: König Drosselbart (König Drosselbart) – Regie: Heinz Möbius (Kinderhörspiel – Litera)
- 1980: Brigitte Hähnel: Freitagnacht (Chris) – Regie: Fritz-Ernst Fechner (Hörspiel – Rundfunk der DDR)
- 1981: Arne Leonhardt: Jazz am Grab (Mario) – Regie: Werner Grunow (Hörspielpreis der Kritiker für Autor und Regie 1982 – Rundfunk der DDR)
- 1981: Richard von Volkmann: Pechvogel und Glückskind (Pechvogel) – Regie: Christa Kowalski (Kinderhörspiel – Rundfunk der DDR)
- 1981: Peter Gauglitz: Chesterfield (Fridjof Terjung) – Regie: Joachim Gürtner (Hörspielreihe: Fälle des Kriminalanwärters Marzahn, Nr.:10 – Rundfunk der DDR)
- 1982: E. T. A. Hoffmann: Wenn man einen Nußknacker liebt (Nußknacker) – Regie: Christa Kowalski (Kinderhörspiel – Rundfunk der DDR)
- 1985: Eugen Eschner: Der Rattenfänger von Hameln – Regie: Norbert Speer (Kinderhörspiel – Rundfunk der DDR)
- 1987: Georg Hirschfeld: Pauline (Walter Sperling) – Regie: Werner Grunow (Hörspiel – Rundfunk der DDR)
- 1987: Bodo Schulenburg: Das Kälbchen und die Schwalbe (Sänger) – Regie: Manfred Täubert (Kinderhörspiel – Rundfunk der DDR)
- 1987: Brüder Grimm: Brüderchen und Schwesterchen (König) – Regie: Maritta Hübner (Kinderhörspiel – Litera)
- 1991: Klaus G. Zabel: Hängepartie – Regie: Detlef Kurzweg (Kriminalhörspiel – Funkhaus Berlin)

## Werke (Auswahl)
- Der Eismann geht. Krise eines Schauspielers. Fischer, Frankfurt 1996, ISBN 978-3-596-12840-2
- Hier und drüben und drunter. Ironische und satirische Kurzgeschichten. Das Neue Berlin, 1996, ISBN 978-3-929161-66-3
- Da capo für die Leiche. Schauspielergeschichten. Das Neue Berlin, 1997, ISBN 978-3-929161-91-5
- Landgang. Reisetagebücher aus Island und Israel. Edition Ost, 1999, ISBN 3-92 9161-78-8
- Indian Summer. Eine Liebesgeschichte, Das Neue Berlin, 2000, ISBN 978-3-360-00916-6
- FACE, Theaterstück, stückgut, 2002
- Die blaue Stunde, Drehbuch: Peter Reusse/Egon Günther, 2008
- Die Anatomie des Pastor Tulpe, Verlag am Park, 2007, ISBN 978-3-89793-146-6
- Sprachen als Schweigende. Versuch eines Dialogs, epubli Verlag, 2012  ISBN 978-3-8442-1514-4
- BÜRZEL oder Stehauf im Land Sibebe, epubli Verlag, 2014, ISBN 978-3-8442-8665-6
- Kerbs Tag, epubli Verlag, 2016, ISBN 978-3-7375-9075-4
- Blaue Stunde, epubli verlag, 2018 ISBN 978-3-7467-0710-5
- Der Spielmann streicht die Fiedel, epubli verlag 2020 ISBN 978-3-7502-6865-4